# Distretto di Doti
Il distretto di Doti è un distretto del Nepal, in seguito alla riforma costituzionale del 2015 fa parte della provincia Sudurpashchim Pradesh. 
Il capoluogo è Dipayal Silgadhi.
Geograficamente il distretto appartiene alla zona collinare delle Mahabharat Lekh.

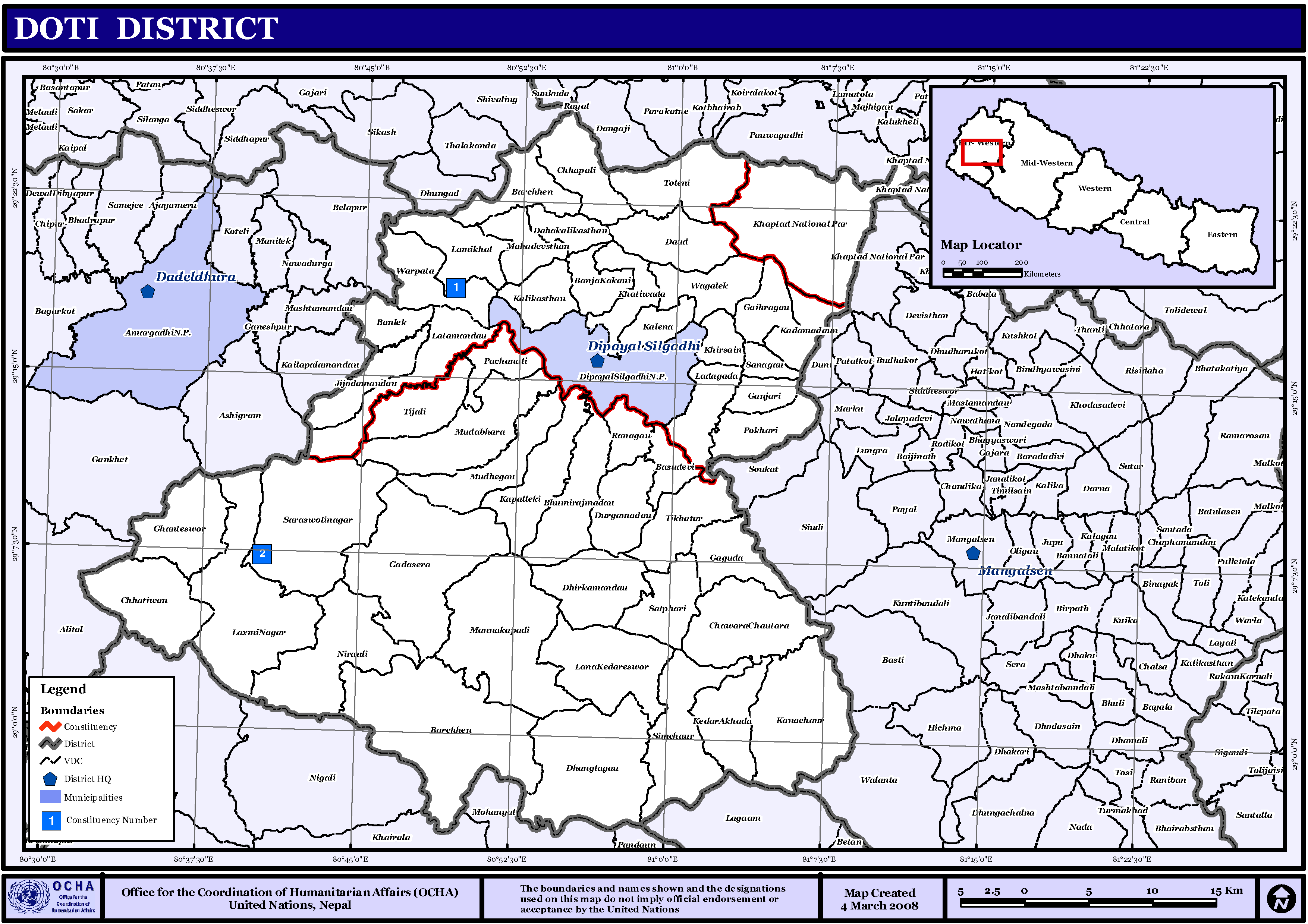
Mappa del distretto di Doti